# Dolina V’juzhnaja
Dolina V’juzhnaja (englische Transkription von russisch Долина Вьюжная Dolina Wjuschnaja, deutsch ‚Schneesturmtal‘) ist ein Tal in den Prince Charles Mountains des ostantarktischen Mac-Robertson-Lands. Es liegt unmittelbar östlich des Mount Scherger.
Russische Wissenschaftler benannten es.